# Ontstaansmythe
Een ontstaansmythe of oorsprongsmythe is een volksverhaal dat ooit ontwikkeld is om te verklaren waarom een bepaald fenomeen of een bepaalde situatie zo gekomen is zoals dat/die zich in het heden voordoet. Over het algemeen zijn ontstaansmythes niet historisch betrouwbaar, al kan er soms wel een kern van waarheid in zitten. Ontstaansmythes zijn nauw verwant aan uitgevonden tradities.

## Vormen
Ontstaansmythes komen in verschillende vormen voor, waaronder scheppingsmythes, etiologieën en stichtingsmythes.

### Scheppingsmythes
Scheppingsmythes of scheppingsverhalen pogen te verklaren hoe de wereld (de Aarde, de mensheid en andere vormen van leven erop en de rest van het heelal) zijn ontstaan. Deze verhalen hebben meestal een religieuze vorm en doen een beroep op bovennatuurlijke wezens zoals goden, die uitzonderlijke vermogens zouden hebben om deze dingen te maken ("scheppen"). In de abrahamitische religies is het scheppingsverhaal in Genesis met de man en vrouw Adam en Eva de gangbare scheppingsmythe.

### Etiologieën
Etiologie of aitiologie betreft verhalen die vertellen waar de betekenis van een woord of naam vandaan komt. Hierbij kunnen zowel bovennatuurlijke als natuurlijke wezens inclusief mensen een rol in spelen. Dit is een prominent thema in de Griekse mythologie en ook de Metamorfosen van de Romeinse schrijver Ovidius. Etiologie is nauw verwant met volksetymologie.
De Wichardsage vertelt dat "Gelre" de brul van een woeste draak was die zou zijn gedood door de held Wichard (Wychaert). Die zou daarna het stadje "Gelre" (nu Geldern) hebben gesticht, waaruit het hertogdom Gelre en uiteindelijk de huidige Nederlandse provincie Gelderland voortkwam. De sage is daarmee zowel een aitiologie die verklaart waar de naam "Gelre" vandaan komt als een stichtingsmythe van het hertogdom Gelre.

### Stichtingsmythes

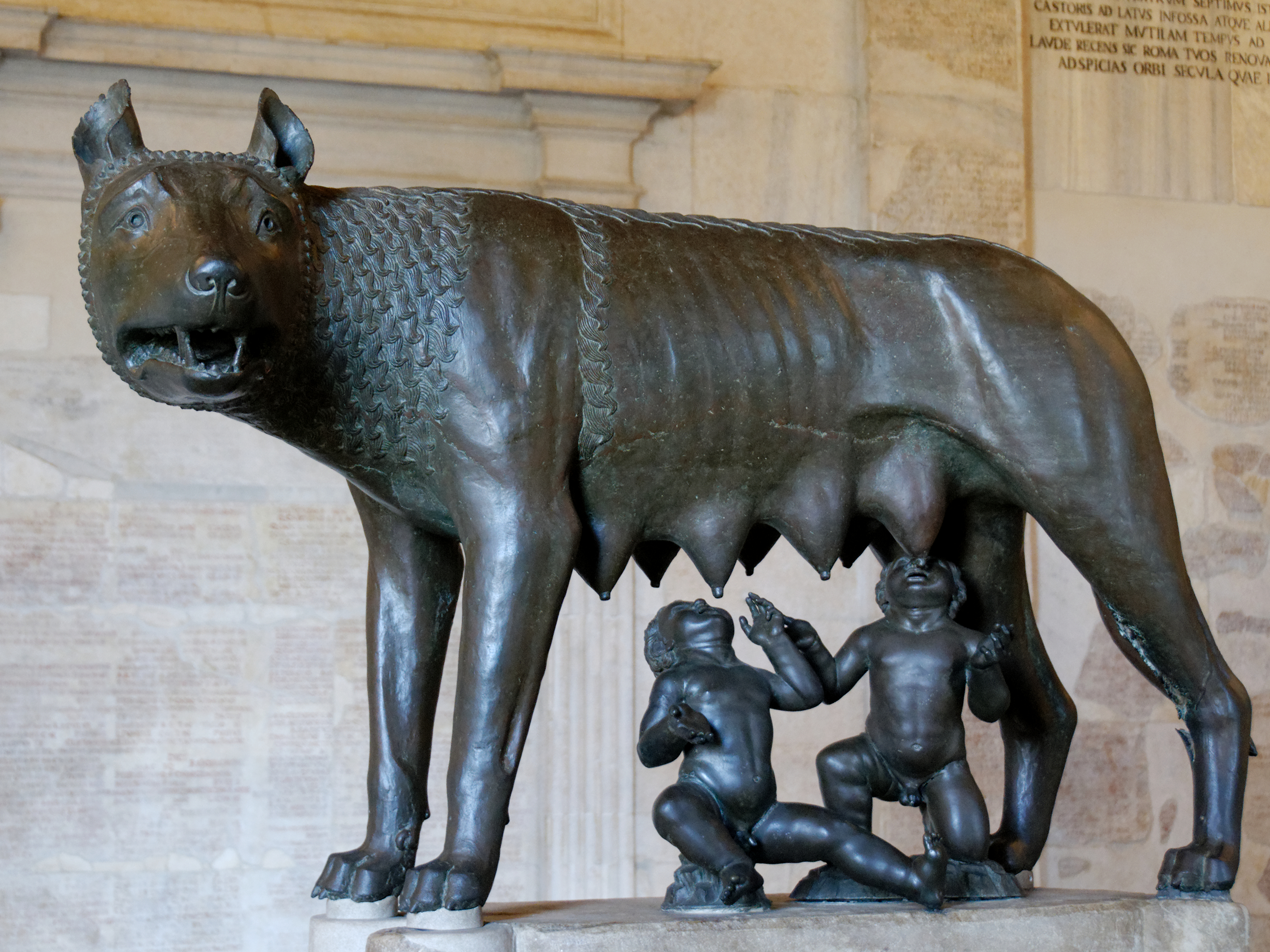
Romulus en Remus zijn de bekendste mythische stichters van Rome

Stichtingsmythen of stichtingslegenden zijn verhalen die vertellen hoe een stad, land, volk of andere vorm van menselijke organisatie is gesticht. Vaak begint dit met één mythische stamvader (of in zeldzame gevallen een stammoeder) wiens naam hetzelfde is of heel erg lijkt op de huidige naam van de stad, het land, het volk of wat dan ook. Het komt ook regelmatig voor dat er groepjes van twee of drie mythische stichters zijn, die meestal ook nog broers van elkaar zijn. Raffensperger en Ostrowski (2023) stelden: 'De mythe van drie broers als stichters is een veel voorkomende mythe, die overal voorkomt, van middeleeuwse tot vroegmoderne bronnen; de mythe gaat meestal verder met slechts één broer die overleeft en over het hele gebied regeert.'
Bekende voorbeelden van stichtingsmythes en mythische stichters zijn:
- Brutus van Troje, zogenaamd afstammeling van Aeneas en mythische stichter van Brittannië, voor het eerst beweerd door de Historia Britonum (9e eeuw).[2]
- Dan en Angul, twee broers die de stamvaders zouden zijn geweest van de Denen respectievelijk de Angelen, volgens de Gesta Danorum (12e eeuw) van Saxo Grammaticus.[2]
- Kyi, Sjtsjek, Choryv en Lyoebed, broers en zus, mythische stichters van de stad Kiev. Opgeschreven in onder meer de Primaire Kroniek (Nestorkroniek).
- Lech, Tsjech en Roes, broers en mythische stichters van de Slavische volkeren. "Lech" stond voor Polen, "Tsjech" voor Tsjechië (Bohemen) en "Roes" (of "Rus") voor het land van de Roes, ook wel het Kievse Rijk.
- Palemon van Litouwen, die een familielid van de Romeinse keizer Nero zou zijn geweest die met 500 adelsfamilies naar Samogitië zou zijn gevlucht en daar een dynastie hebben gesticht die de voorloper zou zijn geweest van de Gediminiden, die in de 14e eeuw aan de macht kwamen.[3] Deze stichtingsmythe is in de 15e eeuw verzonnen door Litouwse edelen in reactie op Poolse edelen die beweerden de Litouwers "beschaving" te hebben bijgebracht; door de claim af te stammen van de oude Romeinen dienden de Litouwse edelen hun Poolse tegenstrevers van repliek.[3]
- Romulus en Remus, broers en mythische stichters van de stad Rome. Volgens de traditie kregen ze ruzie over of de stad moest worden gesticht op de heuvel Palatijn of Aventijn. Romulus doodde Remus en bouwde daarna in zijn eentje de stad en noemde die naar zichzelf.
- Rurik, Sineus en Troevor, broers en mythische stichters van de Ruriken. Hun verhaal is bekend als de "Roeping van de Varjagen" en is opgeschreven in onder meer de Primaire Kroniek (Nestorkroniek) en de Novgorodse Eerste Kroniek. In het Stepennaya kniga (Степенная книга, 1560) beweerden Moskovitische geestelijken zelfs dat Rurik een afstammeling zou zijn geweest van Prus, zogenaamd een familielid van keizer Augustus, een claim die door moderne historici niet serieus genomen wordt.[4]
- Stichtingsmythes van Zwitserland. Hieronder zijn onder meer de Rütlischwur en Wilhelm Tell.
- Wars en Sawa, de mythische stichters van de stad Warschau (Pools: Warszawa). Wat ze precies van elkaar waren, verschilt in elke versie van het verhaal: tweelingbroers, dan wel man en vrouw, dan wel een zeemeermin en een visser.
- Woudmeesterslegende, een in de genealogische kroniek-handschrifttraditie van Flandria generosa ontwikkelde oorsprongsmythe van het graafschap Vlaanderen, om de zelfstandigheid van de Vlaamse graven ten opzichte van de Franse koningen steeds verder terug in het obscure verleden te zoeken, ter legitimatie van de positie van de Vlaamse graven in de tijd van de auteurs.[5]

## Functies
Ontstaansmythes hebben verschillende functies, zoals het beantwoorden van allerlei 'waarom'-vragen die voortkomen uit menselijke nieuwsgierigheid en het vormen of versterken van bepaalde groepsidentiteiten van groepen mensen die worden geconfronteerd met een instabiele pf onzekere situatie, waarin zij naar houvast zoeken. Een andere belangrijke functie is het streven om de legitimiteit van huidige, vorige of (gehoopte) toekomstige machthebbers te onderbouwen met een verhaal over hoe zij rechtmatig aan de macht zijn gekomen en zouden moeten blijven. Dit laatste is met name een belangrijk element voor dynastieën ter rechtvaardiging van de erfopvolging, maar bijvoorbeeld ook het principe van apostolische successie in het christendom en het kalifaat (letterlijk "opvolgerschap") in de islam.
In de hagiografie spelen ontstaansmythes een rol bij het heroïseren van vroegchristelijke martelaren die zichzelf voor het ware geloof zouden hebben opgeofferd en de grondleggers zouden zijn geweest van bepaalde bisdommen. Op hun beurt konden de huidige bisschoppen een heiligenleven aangrijpen om hun eigen macht en politieke ambities te legitimeren. Zo werd de Passio sancti Albani over Albanus van Mainz, door schoolmeester Gozewin geschreven voor zijn werkgever aartsbisschop Siegfried I van Mainz, door Siegfried gebruikt om te beargumenteren dat Mainz een veel ouder en belangrijker bisdom was dan Trier. De Passio haalt echter regelmatig feit en fictie door elkaar en steelt bovendien ironisch genoeg een deel van de geschiedenis van Trier en eigent die Mainz toe.
Bij dynastieke successiecrises speelt genealogie een centrale rol. Doorgaans staat er een mythische stamvader aan het begin van de stamboom. Bij geopolitieke crises kan naast een stichtingsmythe ook een translatio imperii een belangrijke rol spelen: een verhaal over hoe een staat of rijk dat is uiteengevallen is opgevolgd door een nieuwe staat die zogenaamd de enige legitieme erfgenaam zou zijn van de (uiteen) gevallen staat. De vraag wie de legitieme opvolgers zouden zijn geweest van onder meer het Romeinse Rijk, het Frankische Rijk en het Kievse Rijk speelden soms een rol in de buitenlandse politiek van veel Europese monarchieën tussen de Oudheid en de Franse Revolutie.